# William A. Clemens Jr.
William Alvin Clemens Jr. (Berkeley, 15 de maio de 1932 – 17 de novembro de 2020) foi um proeminente paleontólogo norte-americano, especialista em mamíferos fósseis do Cretáceo.
Professor da Universidade da Califórnia em Berkeley, Clemens foi uma voz contrária à hipótese do impacto do meteoro que dizimou os dinossauros.

## Biografia
Clemens nasceu na cidade de Berkeley, em 1932. Depois de se formar na escola de ensino médio Berkeley High School, ele ingressou na Universidade da Califórnia em Berkeley, onde obteve um bacharelado em paleontologia em 1954, com doutorado na mesma área em 1960, em uma tese de três volumes que ainda é referência na área de estudos de mamíferos fósseis.
De 1961 a 1967, trabalhou no departamento de Zoologia da Universidade do Kansas e como curador do Museu de História Natural da instituição. Em 1967 ele retornou para a Universidade da Califórnia em Berkeley, onde se tornou professor do departamento de paleontologia, com a cadeira do departamento entre 1987 e 1989, período em que também foi diretor do museu da instituição. Entre 1974-75 foi contemplado com uma prestigiada Bolsa Guggenheim, além de ganhar o prêmio de cientista sênior da Fundação Alexander von Humboldt, a Medalha Romer-Simpson (2006) e foi eleito membro da Academia de Ciências da Califórnia.

## Pesquisa
Seu foco de pesquisa era a evolução de mamíferos do Mesozoico, sua origem e diversificação, bem como a microestrutura de mandíbulas e dentes destes animais. Foi uma voz contrária à teoria hipótese do impacto do meteoro que dizimou os dinossauros, proposta por Luis e Walter Alvarez em 1980. Clemens era contrário ao catastrofismo apresentado pela nova teoria, alegando que os dinossauros já estariam em declínio na época e que outros eventos geológicos, como a liberação de gases de efeito estufa dos Trapps siberianos, teriam sido os responsáveis pela extinção do final do Cretáceo e não o impacto do meteoro.

## Morte
Clemens morreu em sua casa, em Berkeley, em 17 de novembro de 2020, aos 88 anos, devido a complicações resultantes de um câncer em metástase.